# Meridià 56 a l'est
El meridià 56° a l'est de Greenwich és una línia de longitud que s'estén des del pol Nord a través de l'oceà Àrtic, Europa, Àsia, l'Oceà Índic, Oceà Antàrtic i Antàrtida al pol Sud.
El meridià 56 a l'est constitueix un cercle màxim amb el meridià 124 a l'oest. La part més occidental de la frontera entre Uzbekistan i Kazakhstan està definida pel meridià.

## De Pol a Pol
Des del pol Nord i dirigint-se cap al sud fins al pol Sud, el meridià 56 a l'Est passa per:
| Coordenades                             | País, territori o mar            | Notes |
| --------------------------------------- | -------------------------------- | --- |
| 90° 0′ N, 56° 0′ E / 90.000°N,56.000°E  | Oceà Àrtic                       | |
| 81° 18′ N, 56° 0′ E / 81.300°N,56.000°E | Rússia                           | Illes de Jackson, Salisbury, Champ, Alger i MacKlintok, Terra de Francesc Josep                                                                                              |
| 80° 4′ N, 56° 0′ E / 80.067°N,56.000°E  | Mar de Barents                   | |
| 75° 11′ N, 56° 0′ E / 75.183°N,56.000°E | Rússia                           | Illa Séverni i illa Iujni, Nova Terra |
| 72° 46′ N, 56° 0′ E / 72.767°N,56.000°E | Mar de Kara                      | |
| 71° 21′ N, 56° 0′ E / 71.350°N,56.000°E | Rússia                           | Illa Iujni, Nova Terra |
| 70° 34′ N, 56° 0′ E / 70.567°N,56.000°E | Mar de Barents                   | Mar de Petxora |
| 68° 38′ N, 56° 0′ E / 68.633°N,56.000°E | Rússia                           | |
| 50° 42′ N, 56° 0′ E / 50.700°N,56.000°E | Kazakhstan                       | |
| 45° 0′ N, 56° 0′ E / 45.000°N,56.000°E  | Frontera Kazakhstan / Uzbekistan | |
| 41° 19′ N, 56° 0′ E / 41.317°N,56.000°E | Turkmenistan                     | |
| 38° 4′ N, 56° 0′ E / 38.067°N,56.000°E  | Iran                             | |
| 27° 5′ N, 56° 0′ E / 27.083°N,56.000°E  | Golf Pèrsic                      | Estret de Clarence |
| 26° 57′ N, 56° 0′ E / 26.950°N,56.000°E | Iran                             | Illa de Qeshm |
| 26° 45′ N, 56° 0′ E / 26.750°N,56.000°E | Golf Pèrsic                      | Estret d'Ormuz |
| 25° 52′ N, 56° 0′ E / 25.867°N,56.000°E | Emirats Àrabs Units              | |
| 24° 58′ N, 56° 0′ E / 24.967°N,56.000°E | Oman                             | Per uns 9 km |
| 24° 53′ N, 56° 0′ E / 24.883°N,56.000°E | Emirats Àrabs Units              | Per uns 4 km |
| 24° 51′ N, 56° 0′ E / 24.850°N,56.000°E | Oman                             | |
| 24° 7′ N, 56° 0′ E / 24.117°N,56.000°E  | Emirats Àrabs Units              | Per uns 6 km |
| 24° 4′ N, 56° 0′ E / 24.067°N,56.000°E  | Oman                             | |
| 17° 55′ N, 56° 0′ E / 17.917°N,56.000°E | Oceà Índic                       | Badia de Khuriya Muriya |
| 17° 31′ N, 56° 0′ E / 17.517°N,56.000°E | Oman                             | Illa d'Al-Hallaniyah |
| 17° 29′ N, 56° 0′ E / 17.483°N,56.000°E | Oceà Índic                       | Passa just a l'est de les illes de La Digue i Frégate, Seychelles · Passa just a l'oest de l'illa de Coëtivy, Seychelles · Passa just a l'est de l'illa de la Reunió, França |
| 60° 0′ S, 56° 0′ E / 60.000°S,56.000°E  | Oceà Antàrtic                    | |
| 66° 10′ S, 56° 0′ E / 66.167°S,56.000°E | Antàrtida                        | Territori Antàrtic Australià, reclamat per Austràlia |